# Gehyra catenata
Gehyra catenata là một loài thằn lằn trong họ Gekkonidae. Loài này được Low mô tả khoa học đầu tiên năm 1979.